# Сербский крест

Сербский крест

Сербский крест (серб. српски крст), или Крест Святого Саввы, также используется в сербском название Оцило (серб. оцило) или Огнило (серб. огњило) — национальный символ Сербии, часть флага и герба Сербии и Сербской православной церкви. Представляет собой греческий равносторонний крест, по углам которого изображены четыре стилизованных С-образных огнива. Основан на кресте, изображавшемся на знамени династии Палеологов, правившей в Византийской империи. Отличие от византийского креста заключается в том, что сербский крест — белого цвета и изображается на красном фоне, а византийский — золотого цвета, на красном фоне. Также у византийского креста вместо сербских огнив было четыре буквы Β (вита), которые означали византийский девиз «Βασιλεὺς Βασιλέων, Βασιλεύων Βασιλευόντων» («Царь царей, царствующий над царями»).
В сербской традиции четыре огнива представляют собой стилизованные буквы «С». Это является отсылкой к Святому Савве, сербскому архиепископу XII века, которого называют «Святой Савва — сербская слава» (серб. Свети Сава — српска слава) и первым буквам девиза «Только единство спасёт сербов» (серб. Само слога Србина спасава). Вместе с сербским двуглавым орлом они являются главными символами сербской геральдики, олицетворяющими национальное самосознание сербов. Сербский крест иногда вышивают на тепелаке (верхней части) черногорских кап.

## Происхождение

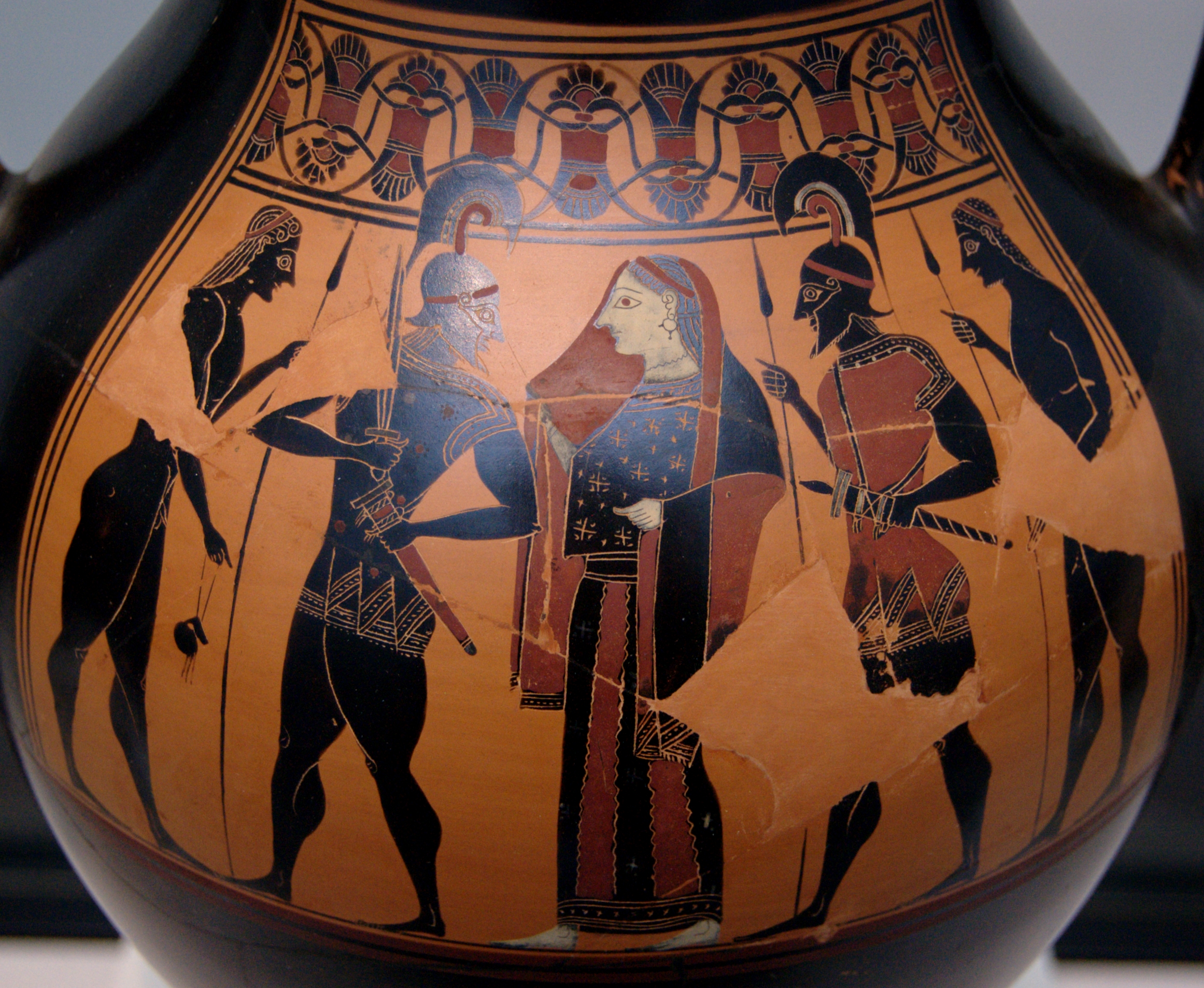
Ваза с изображением Елены Прекрасной: на одежде Елены можно различить узор из крестов с огнивами

Византийский крест, эмблема династии Палеологов в середине XIII века

Кресты с огнивами встречаются на древнегреческих вазах как элементы узора одежды древних греков. Со времён Римской империи кресты с огнивами использовали в качестве символов, но не элементов гербов или эмблем. Некоторые историки связывают их с лабарумом, эмблемой империи Константина Великого. В VI веке крест с четырьмя полями, в которых располагались буквы, стал изображаться на чеканящихся византийских монетах. После Крестового похода бедноты крест с огнивами стал символом первых крестоносцев, а как символ Византийской империи он стал использоваться при Михаиле VIII Палеологе, который сверг Латинскую империю и возродил Византийскую империю. В качестве огнива использовалась греческая буква «бета» (Β) — первая буква в каждом из четырёх слов греческого девиза Βασιλεὺς Βασιλέων, Βασιλεύων Βασιλευόντων (с греч. — «Царь Царей, царствующий над царями»).
Этот крест с огнивами изображался на знамёнах и монетах. На императорском дивелионе изображался ещё один крест, о котором писал Псевдо-Кодин (ок. 1347—1368), однако тот ошибочно указывал наличие каких-либо огнив на знамени. Это же знамя упоминалось в кастильском атласе «Книга знаний обо всех королевствах» (ок. 1350). Историк Александр Соловьёв писал, что в западной геральдике буквы не использовались.

## История

### Средневековье
По одной из версий, старейшее упоминание креста относится к «Дечанскому полиелею» — масляной лампаде, подарку сербскому королю Стефану Урошу II Милутину (1282—1321), ктитору монастыря Высокие Дечаны. В настоящее время лампада хранится в монастыре Прохора Пчиньского. По версии Стояна Новаковича, использование сербского креста в качестве национального символа восходит к 1397 году, эпохе правления Стефана Лазаревича. По версии историка Станое Станоевича, первое упоминание сербского креста относится к 1345 году, когда Стефан Урош IV Душан был коронован царём сербов и греков. В целом в Средние века использовались как византийский крест с буквами «β», так и сербский крест с C-образными огнивами.

### Южнославянские гербовники

Герб Сербии в Фойницком гербовнике (XVII век), основанный на изображении 1595 года в гербовнике Коренича-Неорича

В южнославянских геральдических источниках, более известных как Иллирийские гербовники, встречается упоминание сербского креста. Так, в гербовнике Коренича-Неорича герб Сербии (Svrbiae) — белый крест на красном фоне с четырьмя белыми огнивами; аналогичный герб и у благородного семейства Мрнявчевичей, за исключением того, что крест красный, фон белый, а в центре креста — сербский орёл. По свидетельству Мавро Орбини (1607), подобный сербский герб использовался Вукашином Мрнявчевичем (король Прилепа в 1366—1371) и Лазарем Хребеляновичем (князь Сербии в 1370—1389 годах). Во Втором белградском гербовнике (1600—1620), Фойницком гербовнике (между 1675 и 1688), гербовнике Станислава Рубриха (ок. 1700) и Стемматографии (1741) также упоминаются подобные гербы, как и в зарубежных гербовниках.

### Официальное использование
В 1691 году Карловацкая митрополия официально утвердила печать с сербским крестом. А после Сербской революции сербский крест стал появляться на всех официальных гербах Сербии: с 1825 года сербский крест изображался на военном флаге по распоряжению Милоша Обреновича. Сербский крест использовался также коллаборационистским Правительством национального спасения Милана Недича. В 1974 году был утверждён герб СР Сербии, на котором было только четыре огнива, но не было креста. Югославское правительство тем самым стремилось «провести социальное сокращение и политическую маргинализацию религиозных общин и религии в целом», по мнению некоторых историков.

## Наследие

### Геральдика
Главными геральдическими символами Сербии считаются сербский крест и двуглавый орёл, представляющие национальную идентичность сербского народа, сохранившуюся на протяжении веков. Сербский крест достаточно часто используется в Сербской геральдике.

### Только единство спасёт сербов
Сербская традиция возводит четыре огнива к Святому Савве, митрополиту Жики и архиепископу сербов, жившему в XII веке — четыре буквы «С» соответствуют изречению «Святой Савва — сербская слава» (серб. Свети Сава — српска слава / Sveti Sava — srpska slava). Он же считается автором изречения «Только единство спасёт сербов» (серб. Само слога Србина спасава / Samo sloga Srbina spasava) — огнива на сербском кресте также соответствуют четырём буквам «С», первым в каждом слове из этого изречения. Встречаются и другие толкования четырёх букв «С».
На монументе на горе Цер в Текерише, где состоялось первое сражение Первой мировой войны с участием сербских солдат, указаны «18-VIII-1914», девиз «Само слога Србина спасава», надпись «Подвиги ваши бессмертны» (серб. Ваша дела су бесмртна / Vaša dela su besmrtna) и герб с оцилом. Ещё один монумент в боснийском Шамаце посвящён сербам, погибшим в Боснийскую войну: в центре изображён орёл, с левой и правой сторон изображены годы войны (1992—1995) и девиз «Само слога Србина спасава».

## Примеры

### Флаги и гербы

Старо-Нагоричане, Северная Македония

Флаг Сербии
Герб Сербии
Флаг Воеводины с гербом
Герб Воеводины
Крест на флаге Сербской православной церкви

Исторические флаги и гербы

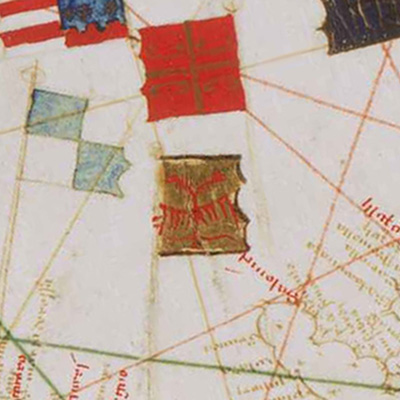
Карта Габриэля де Валлсеки[англ.] 1439 года, на которой изображены сербский орёл и сербский крест как символы Сербо-Греческого царства
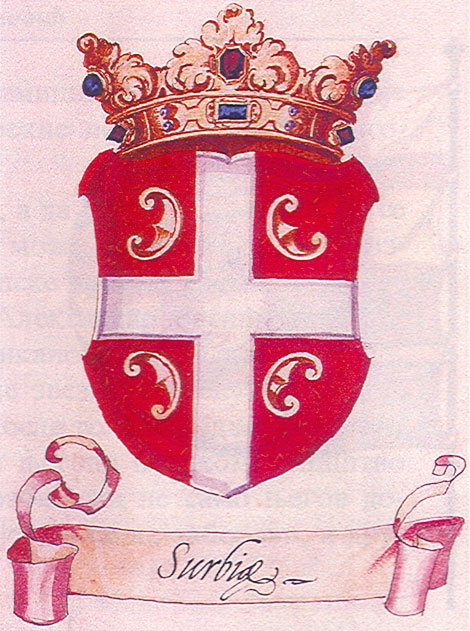
Герб Сербии из Второго белградского гербовника (ок. 1600–1620)
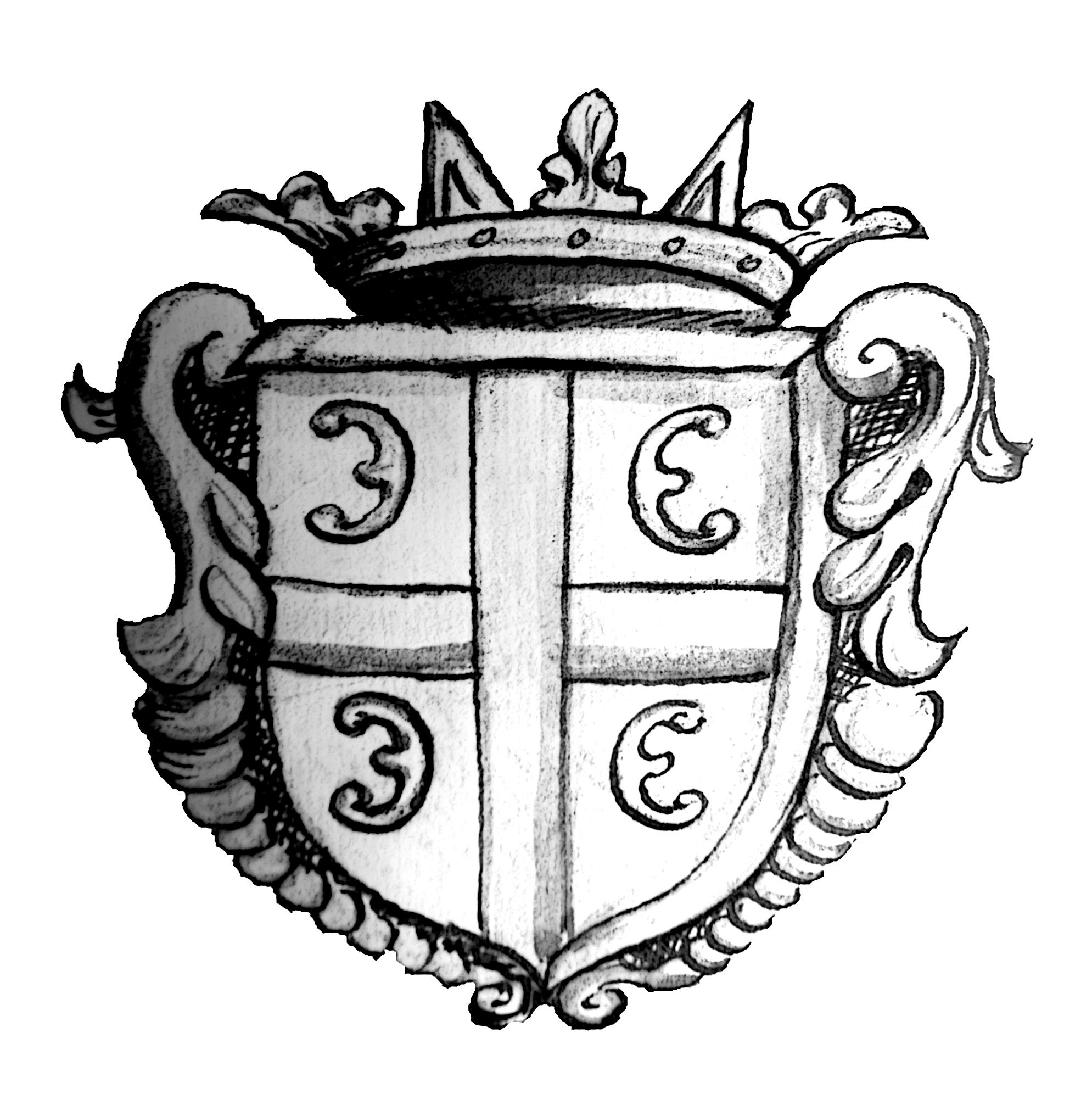
Герб Сербии (XVII век) из книги Мавро Орбини Regno degli Slavi (1601)
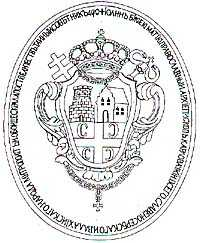
Герб Карловацкой митрополии (1713)
Флаг Первого сербского восстания (1804), ныне флаг города Топола
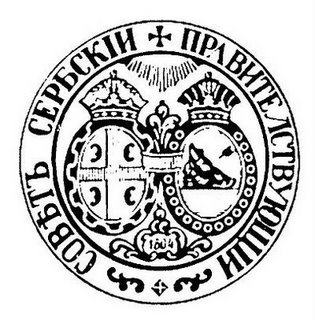
Печать Правительствующего Совета Сербского (Первое сербское восстание, 1805—1813)
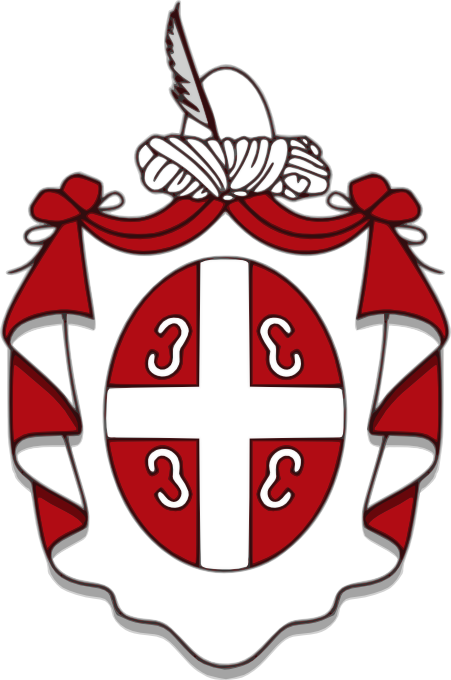
Герб князя Милоша Обреновича (1819)
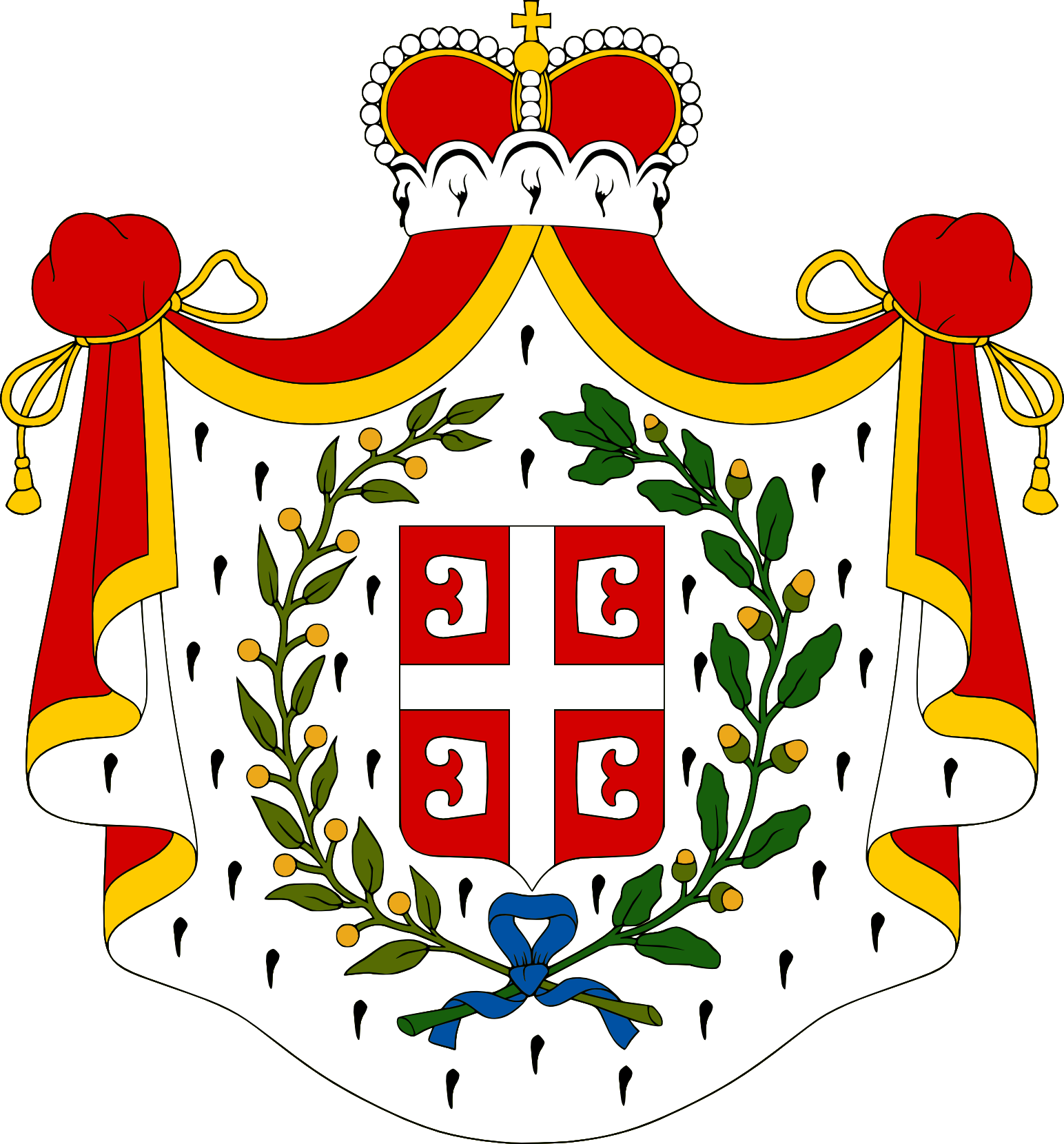
Герб Княжества Сербии (1835—1882)
Герб Сербской Воеводины (1848—1849)
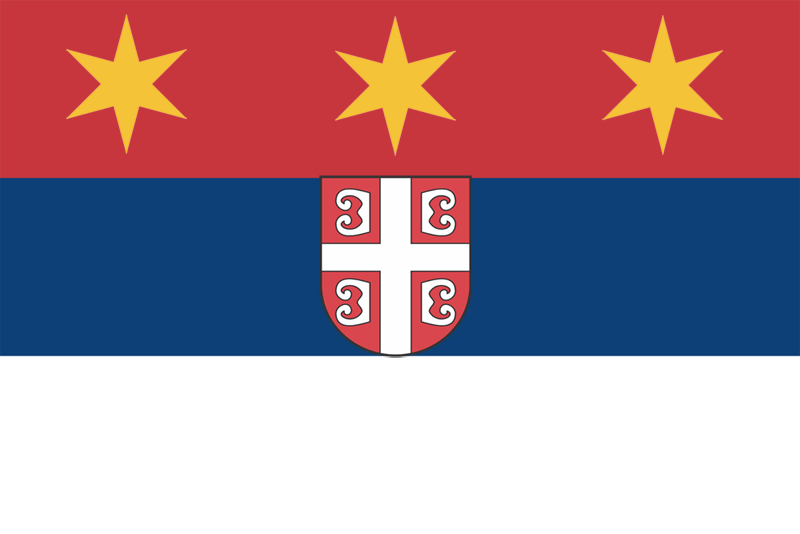
Гражданский флаг Сербии (1869)
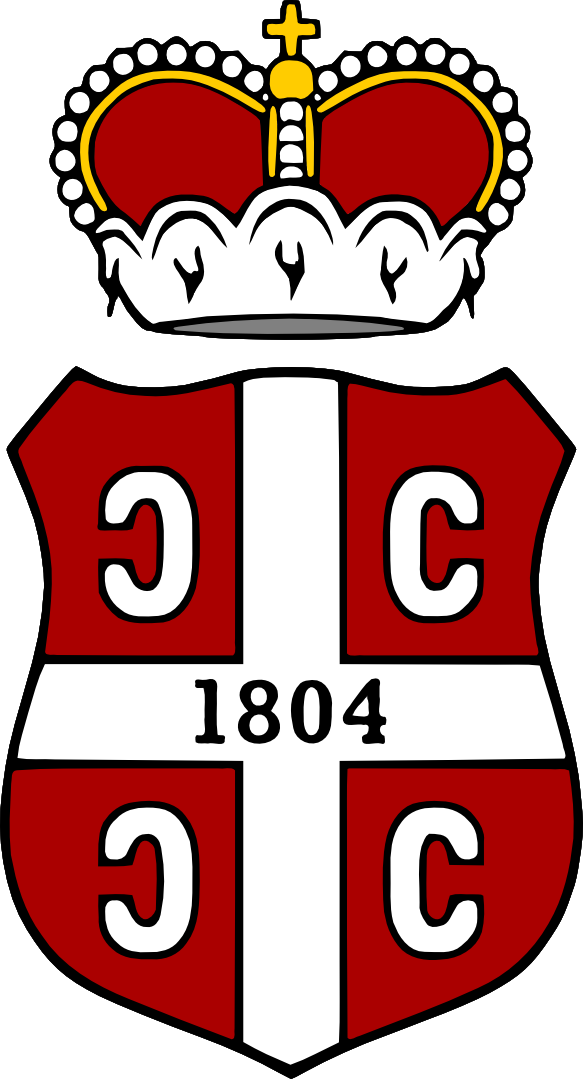
Герб короля Петра I Карагеоргиевича (1903—1918)
Герб Королевства Югославии (1918—1944)
Символ Правительства национального спасения (1941—1944)
Герб СР Сербии (1947—1992) и Республики Сербии (1992—2004)
Герб Союзной Республики Югославии (1992—2003) и Сербии и Черногории (2003—2006)
Герб Королевства Сербии (1882—1918) и Республики Сербии (2004—2010)

Города и общины Сербии

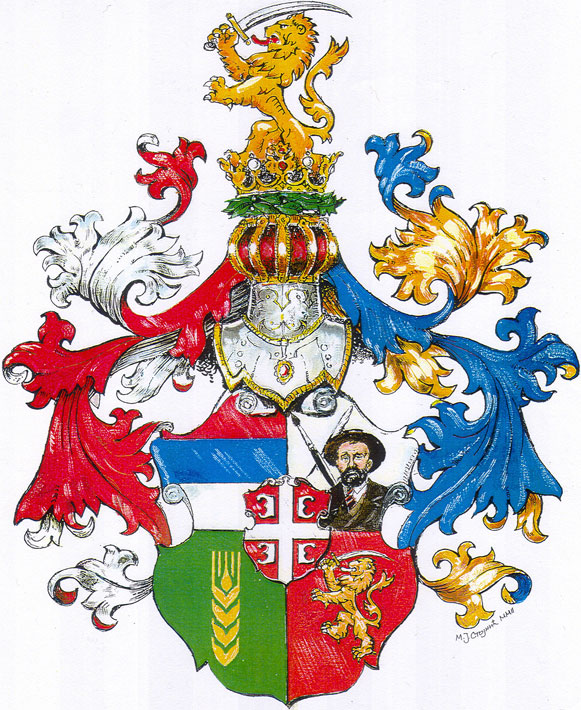
Српска-Црня
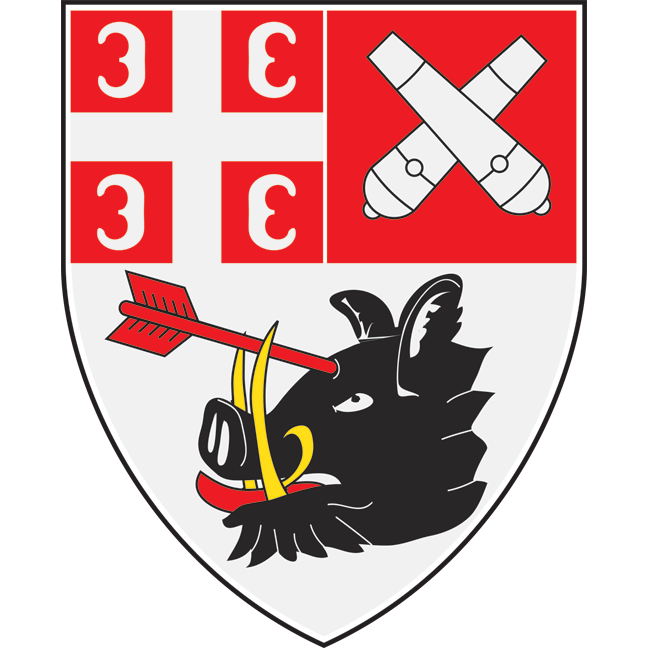
Крагуевац
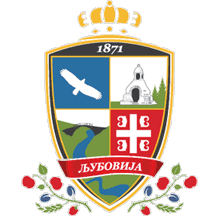
Любовия
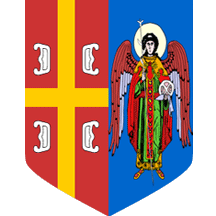
Аранджеловац
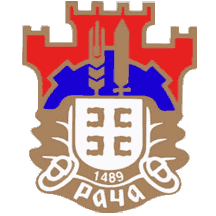
Рача
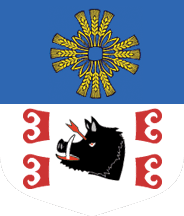
Бараево
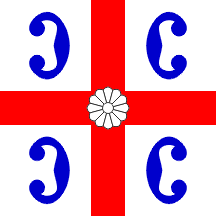
Сурдулица
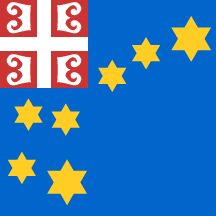
Звездара
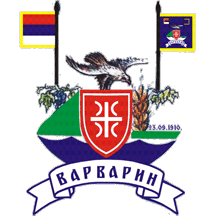
Варварин
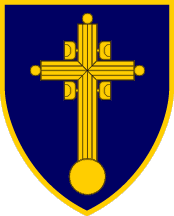
Врачар
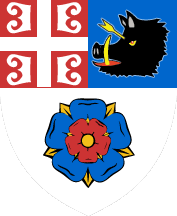
Вождовац
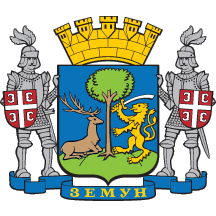
Земун
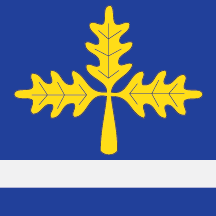
Младеновац

Города и общины Республики Сербской

Баня-Лука (1992—2017)
Невесине
Вишеград
Приедор (1992—2013)
Градишка
Лакташи
Источно-Ново-Сараево
Шипово
Котор-Варош
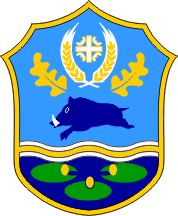
Србац

Другие города и общины
- Старо-Нагоричане[англ.], Северная Македония

### Спорт

Эмблема Олимпийского комитета Сербии
Эмблема Футбольного союза Сербии

### Иное применение

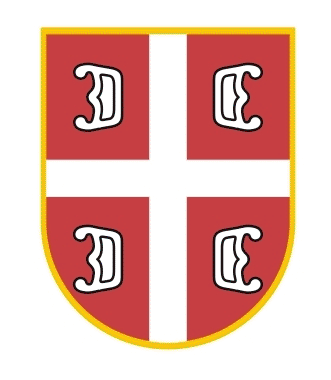
Нашивка на униформе вооружённых сил Сербии
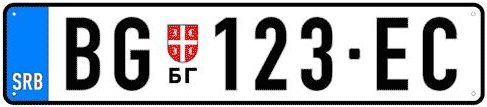
Автомобильный номерной знак Сербии
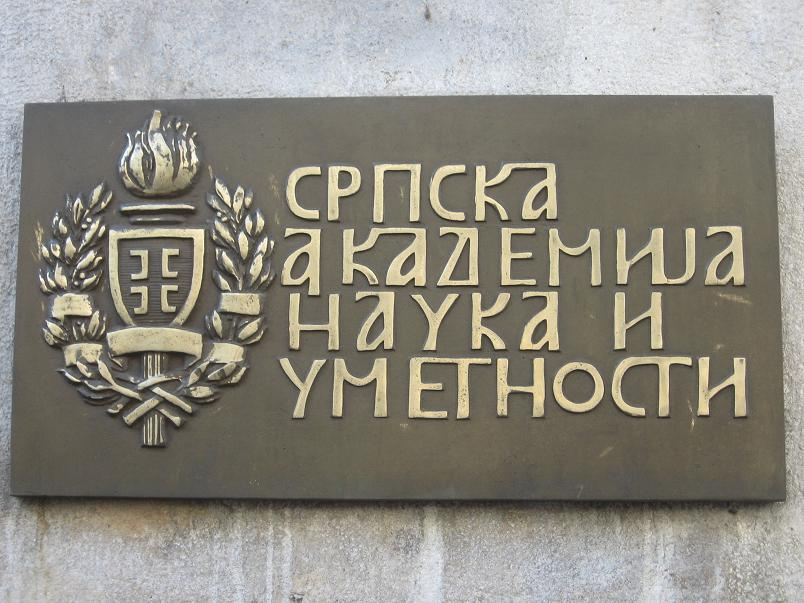
Эмблема Сербской академии наук и искусств
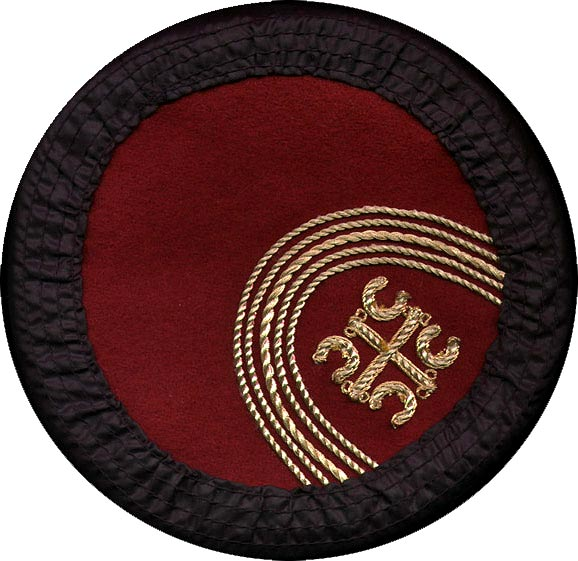
Черногорская капа с сербским крестом
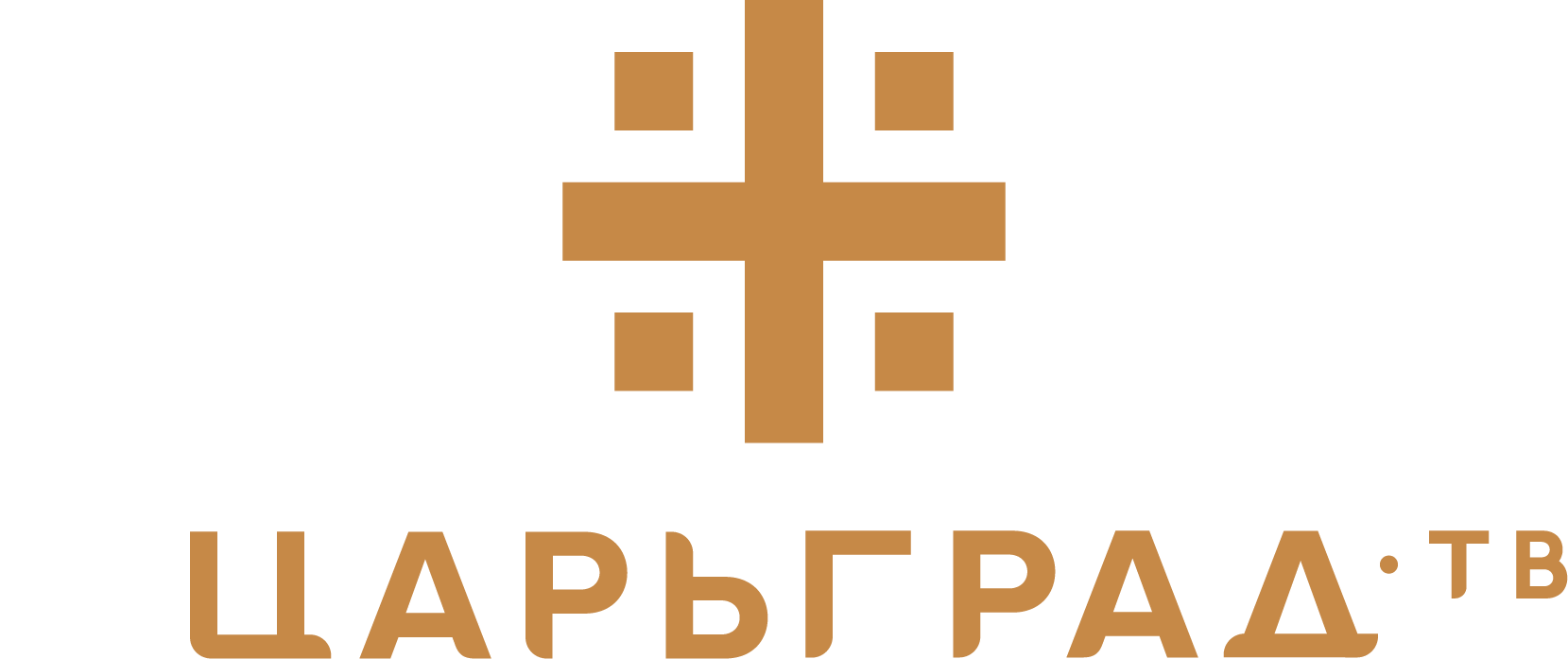
Логотип российского теле- и интернет-канала Царьград ТВ.